# Ferran II de Nàpols

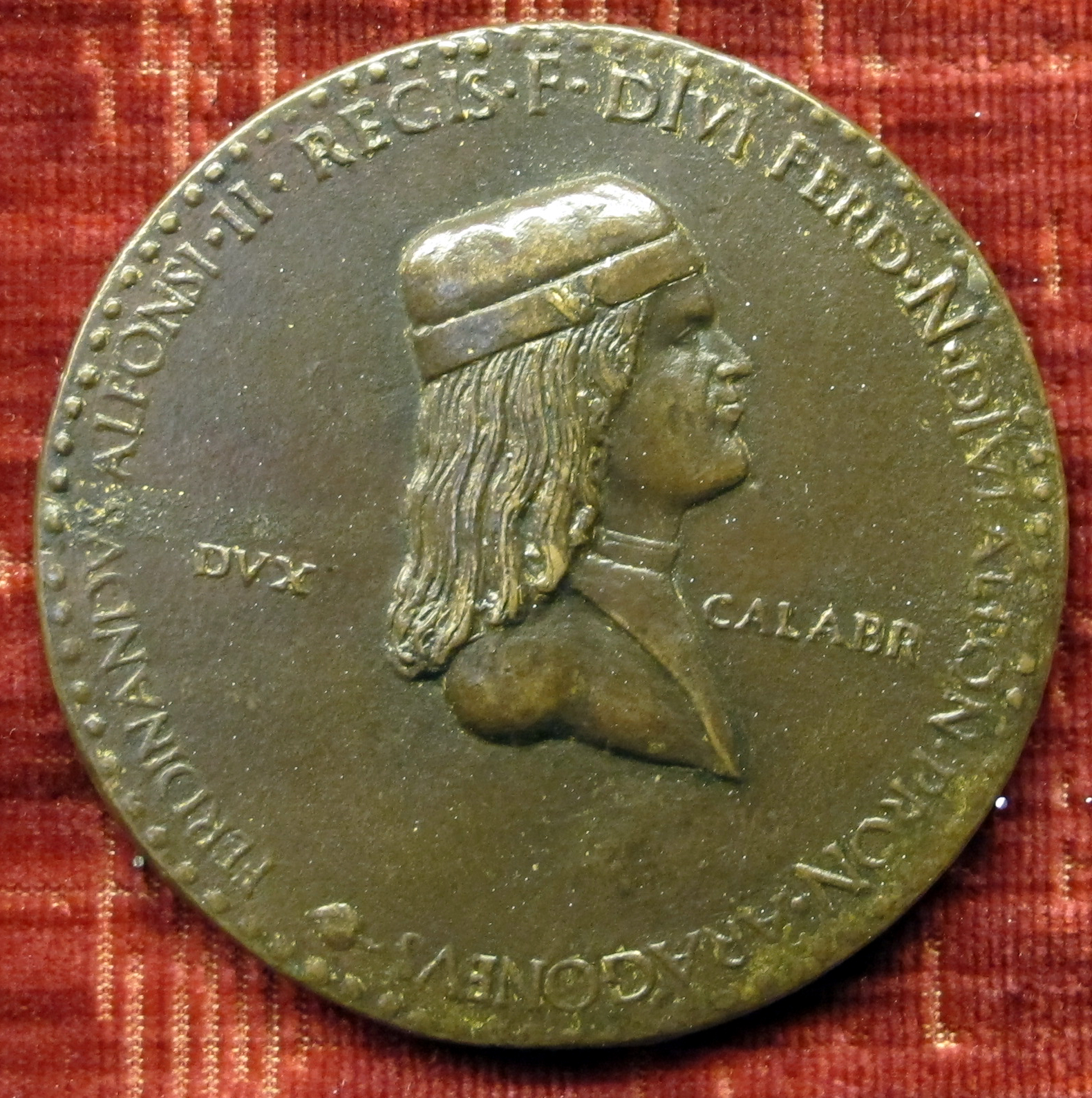
Medalla de Ferran II com a príncep de Càpua.

Ferran II de Nàpols (1469 - 1496), rei de Nàpols (1495-1496).

## Orígens familiars
Va néixer el 26 d'agost de 1469, sent el fill gran del rei Alfons II de Nàpols i la seva esposa Ippolita Maria Sforza.

## Ascens al tron
Va rebre el tron de mans del seu pare el 1495, quan Alfons II abdicà en favor seu veient l'amenaça d'invasió de les tropes franceses de Carles VIII de França. La ciutat fou assetjada i Ferran II es veié obligat a fugir a Ischia, on organitzà una lliga italiana contra el rei francès.
A la marxa del rei francès de la capital napolitana, vers el 1496, Ferran II el va vèncer amb l'ajuda del general castellà Gonzalo de Còrdova. Ferran II va esdevindre un ídol pels napolitans, sobretot per la terrible conducta dels conqueridors francesos.

## Núpcies i descendents
El 1496 es casà amb la seva jove tia Joana de Nàpols, filla de Ferran I de Nàpols i la seva segona esposa Joana d'Aragó. D'aquesta unió no nasqué cap fill.
Mort el 7 de setembre de 1496 sense fills nomenà hereu el seu oncle Frederic III de Nàpols.